# Amphoe Khun Tan

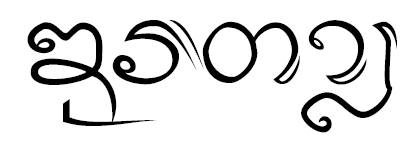
Khun Tan in Lan-Na-Schrift

Amphoe Khun Tan (in Thai: อำเภอ ขุนตาล, Aussprache: ʔāmpʰɤ̄ː kʰǔn tāːn) ist ein Landkreis (Amphoe – Verwaltungs-Distrikt) im Osten der Provinz Chiang Rai. Die Provinz Chiang Rai liegt im äußersten Norden der Nordregion von Thailand.

## Geographie
Benachbarte Landkreise (von Westen im Uhrzeigersinn): die Amphoe Phaya Mengrai, Chiang Khong, Wiang Kaen und Thoeng der Provinz Chiang Rai.

## Geschichte
Khun Tan wurde am 1. April 1992 als „Zweigkreis“ (King Amphoe) gegründet, bestehend aus drei Kommunen (Tambon), die von dem Kreis Thoeng abgespalten wurden. Am 5. Dezember 1996 erhielt Khun Tan den vollen Amphoe-Status.

## Verwaltung

### Provinzverwaltung
Der Landkreis Khun Tan ist in drei Tambon („Unterbezirke“ oder „Gemeinden“) eingeteilt, die sich weiter in 55 Muban („Dörfer“) unterteilen.
| Nr. | Name     | Thai   | Muban | Einw.  |
| --- | -------- | ------ | ----- | ------ |
| 01. | Ta       | ต้า     | 20    | 12.895 |
| 02. | Pa Tan   | ป่าตาล  | 14    | 07.830 |
| 03. | Yang Hom | ยางฮอม | 21    | 11.360 |

### Lokalverwaltung
Es gibt drei Kommunen mit „Kleinstadt“-Status (Thesaban Tambon) im Landkreis:
- Pa Tan (Thai: เทศบาลตำบลป่าตาล) bestehend aus dem kompletten Tambon Pa Tan.
- Ban Ta (Thai: เทศบาลตำบลบ้านต้า) bestehend aus Teilen des Tambon Ta.
- Yang Hom (Thai: เทศบาลตำบลยางฮอม) bestehend aus dem kompletten Tambon Yang Hom.

Außerdem gibt es eine „Tambon-Verwaltungsorganisation“ (องค์การบริหารส่วนตำบล – Tambon Administrative Organization, TAO)
- Ta (Thai: องค์การบริหารส่วนตำบลต้า) bestehend aus Teilen des Tambon Ta.